# Mutuelle de Seine-et-Marne

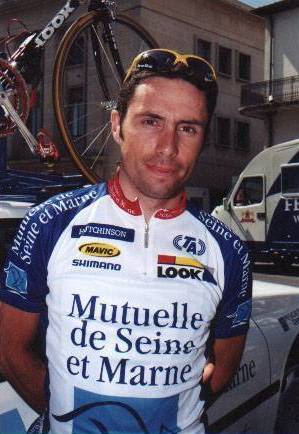
David Delrieu (1998)

Mutuelle de Seine-et-Marne war ein professionelles Radsportteam, das von 1995 bis 1998 bestand.

## Geschichte
Das Team wurde 1995 unter der Leitung von Yvon Sanquer und Jacky Lachèvre gegründet. Im ersten Jahr konnte mit Platz 3 bei der Tour du Vaucluse, Platz 5 beim Grand Prix de Denain, Platz 7 beim Grand Prix Ouest-France und Platz 8 bei der Tour du Limousin erreicht werden. 1996 wurden neben den zahlreichen Siegen Platz 4 beim Circuit Cycliste Sarthe, fünfte Plätze bei Classic Haribo, beim Cholet-Pays de Loire und Circuit Franco-Belge sowie Platz 8 beim Grand Prix de Fourmies erwirkt werden. 1997 wurden neben den beiden Siegen Platz 2 bei der Tour de Vendée, Platz 4 beim Grote Prijs Jef Scherens, achte Plätze bei der Österreich-Rundfahrt, beim Grand Prix d'Isbergues und zehnte Plätze bei Paris–Camembert, Grand Prix Cycliste La Marseillaise, Route du Sud,  Le Samyn und der Tour du Limousin erkämpfen. 1997 nahm das Team mit Hilfe einer Wildcard an der Tour de France,  ohne nennenswerte Ergebnisse zu erzielen, teil.1998 erwirkte das Team zweite Plätze beim Chrono des Herbiers und der Clásica de Sabiñánigo, dritte Plätze bei der Tour de l’Oise und der A Travers le Morbihan sowie Platz 4 bei der Polymultipliée. Am Ende der Saison 1998 wurde das Team aufgelöst.

## Erfolge
1996
- Gesamtwertung und vier Etappen Ruban Granitier Breton
- Gesamtwertung und zwei Etappen Tour de l’Ain
- zwei Etappen Tour du Poitou Charentes et de la Vienne
- zwei Etappen Tour de l’Avenir
- Grand Prix de Rennes
- Boucles de la Mayenne
- Estnischer Meister – Straßenrennen

1997
- eine Etappe Grand Prix Midi Libre
- eine Etappe Circuit des Mines

1998
- Grand Prix des Nations
- eine Etappe Tour du Limousin
- eine Etappe Tour de l’Ain
- eine Etappe Regio-Tour
- Französischer Meister – EZF
- Grand Prix d’Isbergues
- Bol d'Air creusois

## Bekannte ehemalige Fahrer
- Charles Guilbert (1995–1998)
- Nicolas Jalabert (1995–1996)
- Gordon Fraser (1997)